# Sindaci di San Buono
Di seguito l'elenco cronologico dei sindaci di San Buono e delle altre figure apicali equivalenti che si sono succedute nel corso della storia.

## Regno di Napoli (1687-1816)
| Francesco Piedigrossi | 1687 | 1687 |
| omissis               |      |      |
| Andrea Sabbatini      | 1809 | 1809 |
| Vincenzo Carusi       | 1810 | 1810 |
| Nicolantonio Parente  | 1810 | 1810 |
| Berardino Marchione   | 1811 | 1812 |
| Camillo Cerella       | 1813 | 1814 |
| Andrea Sabbatini      | 1815 | 1816 |

## Regno delle Due Sicilie (1816-1861)
| Vito Carmenini                                     | 1816 | 1817 |
| Giuseppe Di Vito                                   | 1817 | 1819 |
| Francesco Saverio Rossi                            | 1820 | 1822 |
| Michele Del Negro                                  | 1823 | 1825 |
| Berardino Marchione                                | 1826 | 1828 |
| Adamo Cupaiolo                                     | 1829 | 1829 |
| Giuseppe Romilio (Secondo eletto facente funzioni) | 1830 | 1831 |
| Michele Carmenini                                  | 1832 | 1834 |
| Sabatino Marchione                                 | 1834 | 1837 |
| Francesco Saverio Rossi                            | 1837 | 1838 |
| Luigi Romilio                                      | 1839 | 1839 |
| Francesco Paolo Carmenini                          | 1840 | 1842 |
| Scipione Rossi                                     | 1843 | 1845 |
| Berardino Marchione                                | 1846 | 1848 |
| Francescantonio Cerella                            | 1849 | 1851 |
| Giovanni Cerella                                   | 1852 | 1854 |
| Nicola Rossi                                       | 1855 | 1857 |
| Luigi Carmenini                                    | 1858 | 1860 |
| Berardino Marchione                                | 1860 | 1861 |

## Regno d'Italia (1861-1946)
| Sindaci nominati dal governo (1861-1890)                   | Sindaci nominati dal governo (1861-1890) | Sindaci nominati dal governo (1861-1890)                                                  | Sindaci nominati dal governo (1861-1890) | Sindaci nominati dal governo (1861-1890) |
| Nominativo                                                 | Partito                                  | Partito                                                                                   | Mandato                                  | Mandato                                  |
| Nominativo                                                 | Partito                                  | Partito                                                                                   | Inizio                                   | Fine                                     |
| ---------------------------------------------------------- | ---------------------------------------- | ----------------------------------------------------------------------------------------- | ---------------------------------------- | ---------------------------------------- |
| Angelo Marchione                                           |                                          | Destra storica                                                                            | 1861                                     | 1861                                     |
| Vincenzo Cardone (Assessore facente funzioni)              |                                          | Destra storica                                                                            | 1861                                     | 1861                                     |
| Filippo Cerella (Assessore facente funzioni)               |                                          | Destra storica                                                                            | 1862                                     | 1862                                     |
| Giovanni Cerella                                           |                                          | Destra storica                                                                            | 1862                                     | 1866                                     |
| Antonio Marchione (Assessore facente funzioni)             |                                          | Destra storica                                                                            | 1866                                     | 1867                                     |
| Pompeo Carmenini                                           |                                          | Destra storica                                                                            | 1867                                     | 1878                                     |
| Antonio Marchione                                          |                                          | Destra storica                                                                            | 1878                                     | 30 settembre 1881                        |
| Michele Del Negro                                          |                                          | Sinistra storica                                                                          | 30 settembre 1881                        | 28 febbraio 1890                         |
| Sindaci nominati dal Consiglio comunale (1890-1926)        |                                          |                                                                                           |                                          |                                          |
| Nominativo                                                 | Partito                                  | Partito                                                                                   | Mandato                                  | Mandato                                  |
| Nominativo                                                 | Partito                                  | Partito                                                                                   | Inizio                                   | Fine                                     |
| Angelantonio Ghianni                                       |                                          | Sinistra storica                                                                          | 28 febbraio 1890                         | 31 dicembre 1899                         |
| Rinaldo Carmenini                                          |                                          | Destra storica                                                                            | 31 dicembre 1899                         | 4 settembre 1902                         |
| Sabatino Marchione                                         |                                          | Destra storica                                                                            | 4 settembre 1902                         | 26 agosto 1905                           |
| Pier Mattia Carmenini                                      |                                          | Destra storica                                                                            | 26 agosto 1905                           | 11 agosto 1910                           |
| Nicola Carmenini                                           |                                          | Destra storica (1910-1913) poi Partito Liberale (1913-1914)                               | 11 agosto 1910                           | 7 giugno 1914                            |
| Fulgenzio Del Negro                                        |                                          | Partito Liberale                                                                          | 7 giugno 1914                            | 1º settembre 1915                        |
| Michele Del Negro                                          |                                          | Partito Liberale                                                                          | 1º settembre 1915                        | 31 marzo 1917                            |
| Nicola Chiocca                                             |                                          | Partito Liberale                                                                          | 31 marzo 1917                            | 23 ottobre 1920                          |
| Antonio Marchione                                          |                                          | Associazione Nazionalista Italiana (1920-1921) poi Partito Nazionale Fascista (1921-1926) | 23 ottobre 1920                          | 6 novembre 1926                          |
| Podestà nominati dal governo (1926-1943)                   |                                          |                                                                                           |                                          |                                          |
| Nominativo                                                 | Partito                                  | Partito                                                                                   | Mandato                                  | Mandato                                  |
| Nominativo                                                 | Partito                                  | Partito                                                                                   | Inizio                                   | Fine                                     |
| Antonio Marchione                                          |                                          | Partito Nazionale Fascista                                                                | 6 novembre 1926                          | 1º settembre 1931                        |
| Italo Russo                                                |                                          | Partito Nazionale Fascista                                                                | 1º settembre 1931                        | 15 marzo 1934                            |
| Vincenzo Mastrofrancesco (Commissario prefettizio)         | –                                        | –                                                                                         | 15 marzo 1934                            | 12 aprile 1935                           |
| Sabino Serdini (Commissario prefettizio)                   | –                                        | –                                                                                         | 12 aprile 1935                           | 15 giugno 1935                           |
| Nicola Francesco Cerella                                   |                                          | Partito Nazionale Fascista                                                                | 15 giugno 1935                           | 14 settembre 1940                        |
| Erminio Carmenini                                          |                                          | Partito Nazionale Fascista                                                                | 14 settembre 1940                        | 25 luglio 1943                           |
| Sindaci del periodo costituzionale transitorio (1943-1946) |                                          |                                                                                           |                                          |                                          |
| Nominativo                                                 | Partito                                  | Partito                                                                                   | Mandato                                  | Mandato                                  |
| Nominativo                                                 | Partito                                  | Partito                                                                                   | Inizio                                   | Fine                                     |
| Erminio Carmenini                                          |                                          | Democrazia Cristiana                                                                      | 25 luglio 1943                           | 21 aprile 1946                           |

## Repubblica Italiana (dal 1946)
| Sindaci eletti dal Consiglio comunale (1946-1993)    | Sindaci eletti dal Consiglio comunale (1946-1993) | Sindaci eletti dal Consiglio comunale (1946-1993)          | Sindaci eletti dal Consiglio comunale (1946-1993) | Sindaci eletti dal Consiglio comunale (1946-1993) | Sindaci eletti dal Consiglio comunale (1946-1993) |
| Nominativo                                           | Partito                                           | Partito                                                    | Mandato                                           | Mandato                                           | Elezione                                          |
| Nominativo                                           | Partito                                           | Partito                                                    | Inizio                                            | Fine                                              | Elezione                                          |
| ---------------------------------------------------- | ------------------------------------------------- | ---------------------------------------------------------- | ------------------------------------------------- | ------------------------------------------------- | ------------------------------------------------- |
| Italo Russo                                          |                                                   | Democrazia Cristiana                                       | 21 aprile 1946                                    | 21 giugno 1951                                    | Elezione 1946                                     |
| Antonio Sambrotta                                    |                                                   | Democrazia Cristiana                                       | 21 giugno 1951                                    | 6 dicembre 1952                                   | Elezione 1951                                     |
| Domenico Cupaiolo                                    |                                                   | Democrazia Cristiana                                       | 6 dicembre 1952                                   | 27 settembre 1958                                 | Elezione 1952                                     |
| Francesco Paolo Litterio                             |                                                   | Democrazia Cristiana                                       | 27 settembre 1958                                 | 6 dicembre 1964                                   | Elezione 1958                                     |
| Giuseppe Amicarelli                                  |                                                   | Democrazia Cristiana                                       | 6 dicembre 1964                                   | 18 giugno 1970                                    | Elezione 1964                                     |
| Fiorindo Marchione                                   |                                                   | Democrazia Cristiana                                       | 18 giugno 1970                                    | 12 luglio 1975                                    | Elezione 1970                                     |
| Vittorio Nicola Sambrotta                            |                                                   | Democrazia Cristiana                                       | 12 luglio 1975                                    | 30 giugno 1985                                    | Elezione 1975                                     |
| Vittorio Nicola Sambrotta                            | 1º luglio 1985                                    | Democrazia Cristiana                                       | 31 maggio 1990                                    | Elezione 1985                                     |                                                   |
| Angelo Cosmo Marchesani                              |                                                   | Democrazia Cristiana                                       | 8 giugno 1990                                     | 26 giugno 1993                                    | Elezione 1990                                     |
| Sindaci eletti direttamente dai cittadini (dal 1993) |                                                   |                                                            |                                                   |                                                   |                                                   |
| Nominativo                                           | Lista                                             | Lista                                                      | Mandato                                           | Mandato                                           | Elezione                                          |
| Nominativo                                           | Lista                                             | Lista                                                      | Inizio                                            | Fine                                              | Elezione                                          |
| Giuseppe Romilio                                     |                                                   | Democrazia Cristiana                                       | 10 luglio 1993                                    | 24 aprile 1995                                    | Elezione 1993                                     |
| Giuseppe Romilio                                     |                                                   | Lista civica di centro Popolari per San Buono              | 25 aprile 1995                                    | 13 giugno 1999                                    | Elezione 1995                                     |
| Giuseppe Di Santo                                    |                                                   | Lista civica di centro-sinistra                            | 14 giugno 1999                                    | 13 giugno 2004                                    | Elezione 1999                                     |
| Giuseppe Di Santo                                    |                                                   | Lista civica di centro                                     | 14 giugno 2004                                    | 7 giugno 2009                                     | Elezione 2004                                     |
| Denisso Cupaiolo                                     |                                                   | Lista civica di centro-destra Al servizio del cittadino    | 8 giugno 2009                                     | 26 maggio 2014                                    | Elezione 2009                                     |
| Nicola Filippone                                     |                                                   | Lista civica di centro-sinistra San Buono per la rinascita | 27 maggio 2014                                    | 26 maggio 2019                                    | Elezione 2014                                     |
| Nicola Zerra                                         |                                                   | Lista civica di centro-destra Alternativa per San Buono    | 27 maggio 2019                                    | 8 giugno 2024                                     | Elezione 2019                                     |
| Nicola Zerra                                         | 9 giugno 2024                                     | Lista civica di centro-destra Alternativa per San Buono    | in carica                                         | Elezione 2024                                     |                                                   |